# Шемберг (Цоллернальб)
Шемберг (нім. Schömberg) — місто в Німеччині, знаходиться в землі Баден-Вюртемберг. Підпорядковується адміністративному округу Тюбінген. Входить до складу району Цоллернальб.
Площа — 23,27 км2. Населення становить 4754 ос. (станом на 31 грудня 2020).